# Eucyclops spatulatus
Eucyclops spatulatus – gatunek widłonoga z rodziny Cyclopidae, nazwa naukowa gatunku została po raz pierwszy opublikowana w 1990 roku przez australijskiego biologa Davida W. Mortona.